# Фестиваль творчості Eurobest
Фестиваль творчості Eurobest (з англ. - Eurobest Festival of Creativity) — це щорічний фестиваль, який відзначає "творчі досягнення" у сфері  комунікацій та реклами в Європі.
Перший фестиваль відбувся у Стокгольмі, Швеція, у грудні 2008 року на основі премії Eurobest Awards, яку було започатковано у 1988 році. Він регулярно проводиться у різних містах, які приймають фестиваль.
У 2009 році відбувся в листопаді в Beurs van Berlage в Амстердамі, Нідерланди.  У 2010 році відбувався у грудні в Гамбурзі, Німеччина.  У 2011 році домовилися про проведення фестивалі у кінотеатрі Сан Хорхе в Лісабоні протягом трьох років. У 2017 році фестиваль відбувся у Лондоні, Велика Британія.
Фестиваль організовує Міжнародний фестиваль творчості Cannes Lions, який належить британському видавництву та організатору конференцій Ascential.

## Нагороди
Нагорода Eurobest Awards, що існує з 1988 року, охоплює 14 різних категорій:PR, Film, Print, Outdoor, Direct, Promo & Activation, Media, Interactive, Mobile, Radio, Design, Craft, Integrated і Branded Content & Entertainment.
Щороку всі роби, яка надходить до журі фестивалю, оцінюються групами експертних, висококваліфікованих членів журі. Вони визначають початковий список номінантів, які у подальшому борються за Grand Prix, Gold, Silver і Bronze trophies.
Переможці оголошуються щороку на церемонії нагородження Eurobest, яка завершує фестиваль.

## Фестиваль
Завдяки програмам семінарів, заходів, сесій спрямованих на обговорення досягнень креативних галузей, фахівці мають можливість надихатись на сучасні думки та актуальні кейси. Організатори фестивалю залучають до участі спільноту артдиректорів, копірайтерів, керівників медіа-агентств, клієнтів, керівників агентств, продюсерів та директорів компаній.
У 2009 році спікерами на заході були креативні представники Taxi, Crispin Porter + Bogusky, Facebook, Adidas, 180 Amsterdam, Microsoft Advertising, Tribal DDB, Wieden + Kennedy, Glue, Spotify, Leo Burnett, Naked, Hyper Island, AKQA, McDonald's.
У 2010 р. спікерами були Боб Грінберг (головний креативний директор R / GA), Джонатан Гарріс (головний креативний директор Draftfcb), Джеймс Хілтон (головний креативний директор AKQA), Лінус Карлссон (виконавчий креативний директор матері), Філіп Нільссон (Forsman & Виконавчий креативний директор Боденфорса), Марчелло Серпа (головний креативний директор AlmapBBDO) та Фернандо Вега Олмос (Креативний голова JWT у континентальній Європі та Латамі).
У 2012 році серед спікерів були також  Niels Shoe Meulman, Bompas & Parr, сер Джон Хегарті, Пітер Лорд від Aardman Animation та Мартін Грін, керівник тогорічної церемонії.

## Young Creatives Competition
Конкурс «Young Creatives Competition» дає можливість молоді розвивати таланти у галузі реклами та медіа. Учасниками мають бути особи не старше 28 років, які готові продемонструвати свою майстерність. Учасників ділять на команди, які отримують завдання. Серед завдань є п’ятихвилинна презентація зі слайдами та візуальними матеріалами для довідки журі.
Кожній команді пропонують взяти участь у 5-хвилинних запитаннях у прямому ефірі з  журі, де вони обговорюють участь у конкурсі до того, як журі прийме рішення про команду, яка виграє бронзу, срібло та золото.
Команди, що виграють бронзу, срібло та золото, будуть представлені на виставці Eurobest Awards.
Команди від двох до чотирьох конкурентів мають 48 годин, щоб створити інтегровану рекламну кампанію для благодійної або некомерційної організації.